# Party (chanson)
Singles de Beyoncé
Countdown
(2011)
Singles par André 3000
Dedication To My Ex (Miss That)
(2011)
Party est une chanson de la chanteuse américaine Beyoncé avec le rappeur américain André 3000 tirée de son quatrième album studio, 4 datant de 2011. La chanson est composée par Kanye West, Jeff Bhasker, Beyoncé Knowles, André Lauren Benjamin, Dexter Mills, Douglas Davis et Ricky Walters. Elle échantillonne le classique de 1985, La Di Da Di. Party est divulguée en ligne le 7 juin 2011 soit trois semaines avant la date officielle de sortie de l'album. Considérée comme une chanson R'n'B mid-tempo, Party présente fortement des éléments de la funk et de la soul de la fin des années 1980. Lyriquement, la chanson comprend Beyoncé comme la protagoniste féminine dans l'humeur de quelqu'un d'amoureuse ainsi qu'une référence d'un rendez-vous entre deux personnes.
Party est généralement bien reçu par les critiques musicaux. Ils acclament le couplet rappé d'André 3000 qui avait gardé ses collaborations au minimum durant ces dernières années. Les critiques commentent aussi l'affirmation de soi ainsi que la sensualité avec laquelle Beyoncé chante et complimente généralement la production gérée par West. Il est également considéré comme le « Summer Jam » par certains d'entre eux. Après la sortie de 4, Party se classe à la 19e place du classement international des singles sud-coréens. Il reçoit également une rotation importante sur les radios urbaines américaines ce qui lui permet d'apparaître dans le classement américain Hot R&B/Hip-Hop Songs où il a atteint la 57e place.
Au début du mois d'août 2011, il est signalé qu'un clip vidéo pour Party a été tourné dans le New Jersey et qu'il pourrait comprendre les apparitions caméo de la sœur cadette de Beyoncé Solange Knowles et de l'ancienne membre des Destiny's Child Kelly Rowland. La chanson a également fait partie du programme de son 4 Intimate Nights with Beyoncé qui a eu lieu au Roseland Ballroom de New York en août 2011.

## Genèse et développement

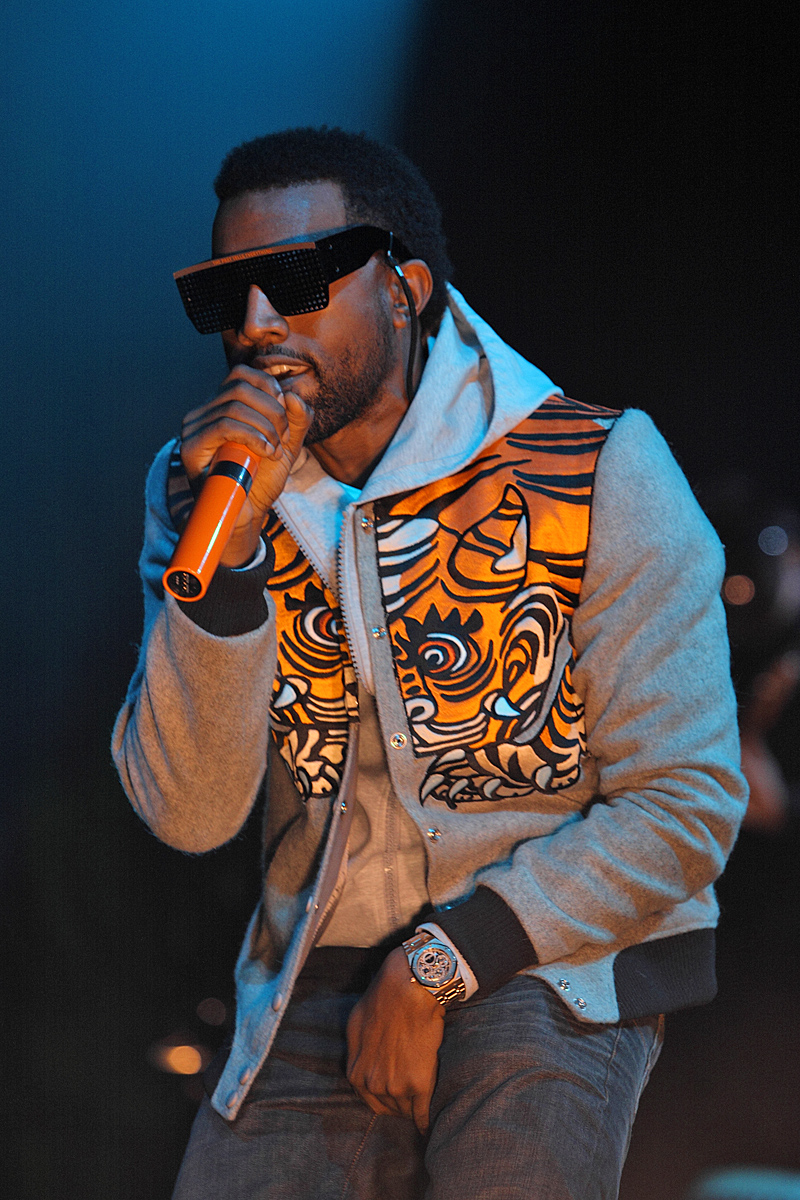
Kanye West (en photo) invente l'expression swagu dans Party.

Party est écrite par Kanye West, Jeff Bhasker, Beyoncé Knowles, André Lauren Benjamin, Dexter Mills, Douglas Davis et Ricky Walters. La production est assurée par Beyoncé, West et Bhasker. Beyoncé dit à Gabriel Alvarez du magazine Complex qu'elle était très heureuse et désireuse de travailler avec Kanye West qui s'est occupé de la production de Party car le single de West Runaway de 2010 l'a amené au bord des larmes la première fois qu'elle avait entendu. Elle a en outre déclaré : « Le fait qu'il donne une correction avec sa douleur, son désarroi et sa colère avec des paroles pas pré-écrites, est si émouvant. Il chante avec son cœur pendant cinq minutes. Il est si vulnérable.J'aime quand un artiste peut être si honnête. »
Le 25 mai 2011, il est révélé par Rap-Up que le rappeur américain André 3000 qui participait au minimum à des collaborations ces dernières années, apparaîtrait en tant qu'artiste invité sur la cinquième chanson de la liste des pistes du alors quatrième album studio à venir de Beyoncé, 4. Il s'agit de la seule collaboration présente sur le disque. Plus tard, le 4 juin 2011, il est dévoilé que Party échantillonne La Di Da Di de 1985 interprété par Doug E. Fresh et le Get Fresh Crew avec MC Ricky D. et est écrite par Douglas Davis et Ricky Walters,. Le titre original comprend les paroles « La di da di, nous aimons faire la fête » que les auteurs-compositeurs incluent dans Party. Deux jours plus tard, Party est divulgué sur Internet suivi de l'album en entier, trois semaines avant la sortie officielle de l'album, prévu pour le 28 juin 2011. Évoquant sa collaboration avec Beyoncé, André 3000 dit : « J'ai toujours pensé que Beyoncé était l'un des meilleures interprètes de notre temps, donc collaborer avec elle est un honneur et un plaisir. »

## Musique et paroles
Party est une chanson avec un rythme moyen qui puise dans le R'n'B. Il présente également des éléments de musique funk ainsi que de la soul et est construite sur les « pistes multiples glissantes et écopantes » des harmonies des girl-ground des années 1990 avec de la musique bounce mid-tempo, comme le déclare Thomas Conner du Chicago Sun-Times et Ryan Dombal de Pitchfork. Selon David Amidon de PopMatters, la musique de la chanson « fait penser largement aux divas théâtrales de la fin des années 1980 » ; il a un rythme rétro 808 et un style groove lisse des années 1980,. Ceci est encore illustrée par l'instrumentation de la chanson qui consiste aux synthétiseurs avec des rebonds lents des années 1980, et des tonalités de clavier pétillantes des années 1980. Gil Kaufman de MTV News remarque que les synthétiseurs et les boîtes à rythmes utilisés dans Party crée un souvenir groove d'« une séduction de new jack swing ». Jon Caramainca du New York Times écrit que la production de Party rappelle « les premiers disques grêles et décontractés de New Edition ». James Reed de The Boston Globe écrit que les arrangements musicaux ressemble à « une parodie des The Lonely Island ou des Flight of the Conchords » tandis que Roberts Randall du Los Angeles Times trouve que Party sonne comme un « remix à demi-vitesse de Human League » et que Kevin O'Donnell du magazine Spin trouve que la chanson  fait penser à Prince dans les années 1980.
Lyriquement, la chanson comprend Beyoncé comme la protagoniste féminine dans l'humeur de quelqu'un d'amoureuse ainsi qu'une référence d'un rendez-vous entre deux personnes,. Quand la chanson commence, Kanye West rime à propos de « sauce swag » et de « swagu » dans l'introduction : « Tu es une mauvaise fille, tes amis sont mauvais aussi / Tu as le butin de l'impertinance, tu es dégoulinante Swagu », avant de passer le relais à Beyoncé qui chante lentement et progressivement : « Je peux être jeune mais je suis prête / À te donner tout mon amour /J'ai dit à mes filles, vous pouvez l'obtenir / Ne ralentis pas, laisse faire / Ainsi l'amour / Je vais tout donner / Juste ne le dis à personne demain »,,. Dans le refrain, Beyoncé s'harmonise sur l'échantillon de La Di Da Di : « Parce que ce soir c'est la nuit où je te donne tout / La musique frappe jusqu'à la lumière du matin / Parce que nous aimons faire la fête [...] »,.
Dans le second couplet, Beyoncé chante dans un empilement épais de chants doux et superposés. Après avoir interprété le refrain pour la seconde fois, André 3000 rappe à partir des 2 min 15 avec quelques références très sexuelles au lait comme le montrent les paroles de son couplet rappée, : « [...]J'ai un pote nommé Butta et un autre pote, ce négro nommé Cheese / Baise avec moi bébé, je fais du lait jusqu'à ça dégouline à tes genoux [...] » avant de changer totalement de vitesse et de devenir philosophe à propos de sa propre carrière avec des paroles comme : « Kiddo dit qu'il lève les yeux vers moi, cela me fait juste sentir vieux / Jamais pensé que nous pourrions devenir le héros de quelqu'un d'autre /Mec, nous étions juste dans la foire alimentaire en train de manger nos gyroscopes. [...] », et adopte finalement un « virelangue multi-syllabique » pour livrer ses dernières paroles. La chanson se termine avec Beyoncé qui rechante les paroles « Parce que nous aimons faire la fête, hey, hey, hey, hey, hey » puis une reprise des premières paroles de West.

## Réception critique

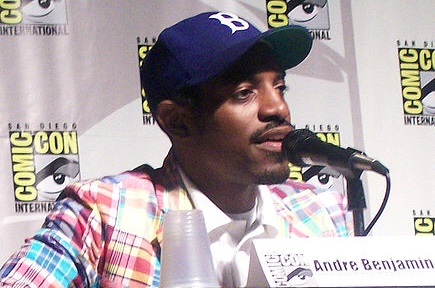
André 3000 (en photo) dont les rimes sont décrites comme une lune bleue, rare et assez incroyable par Erika Ramirez du magazine Billboard.

Matthew Perpetua de Rolling Stone montre son appréciation pour l'interprétation d'André 3000 et la chanson en elle-même en écrivant : « André 3000 est net et est aisément charismatique sur son couplet rappé mais la réelle attraction ici est la piste en elle-même. ». De même, David Amidon de PopMatters fait remarquer que la chanson présente « un de ces rares « regarde comment rapper sans effort est facile pour moi ». ». Ceci est repris par Ryan Dombal de Pitchfork, qui écrit que « La sensibilité rétro insouciante de 4 apparaît plus sur trois pistes dont Party qui combine un couplet parfait de l'invité André 3000 et un échantillon de Slick Rick [...] tandis que son rebond fournit le fond du premier barbecue d'été. ». Rich Juzwiak de The Village Voice est également positif : « Party sonne tout droit sortant du catalogue de The SOS Band (son tempo pesant est la seule chose qui vous permet de savoir qu'elle ne cire pas un poète en particulier, désespérément avec des méthodes de recherche de craigslist m4m[...]. ». Jon Caramainca de The New York Times écrit que Beyoncé chante la chanson « dans sa meilleure impression de malice ». Ricky Schweitzer de One Thirty BPM fait également preuve d'un favoritisme élevé pour Party en écrivant :

« La majorité de 4 se compose de morceaux mid-tempo mais contrairement à la charge qui pourrait avoir occupé cette composition sur les albums précédents, plusieurs des plus grands atouts de cet album réside dans ce domaine. Peut-être la meilleure illustration de cet état d'esprit est la collaboration avec André 3000 et Kanye West, Party dans lequel Beyoncé détend dans un rythme qui tout en étant pas être facile à hacher fonctionne encore parfaitement comme un hymne de fête. Beyoncé nous rappelle qu'une fête n'est pas uniquement destiné à la danse. C'est un endroit où vous allez profiter de la compagnie des autres et souvent qui implique des vrais conversations humaines et de l'interaction. Faisant écho à ce sentiment, le couplet d'André est tranquille avec son débit habituel en rafale avec une voix traînante rappelant davantage Lil’ Wayne que ses disques traditionnels avec Outkast. Party comme la majorité de 4, est une conversation et André 3000 veut être entendu. »

Le journaliste de Consequence of Sound Chris Coplan fait l'éloge de la parole minimale et des paroles simplistes de Party décrivant ensuite la chanson comme étant « simple comme une chanson de Beyoncé : un rythme discret et avec des synthés avec un chant inspiré de Beyoncé et un couplet assassin et fluide de Mr. Benjamin [André 3000]. ». Adam Markovitz de Entertainment Weekly écrit que « la prometteuse nommé Party [...] se révèle être une invitation slow-jam d'un mixeur avec des rafraîchissements après le travail. » Thomas Conner de Chicago Sun-Times complimente les harmonies « scooping, gliding multi-tracked harmonies that almost make moot the idea of a Destiny's reunion. ». Gil Kaufman de MTV News a aussi un avis positif en écrivant que « [...] contrairement au frénétique à tous points Run the World (Girls) [Party] prend son temps, lyriquement et musicalement, avec Beyoncé se prélassant sur son chant et chantant sur la beauté de la gentillesse et de la lenteur. ». Appelant Party comme « un morceau fièrement rétro R'n'B », James Reed de The Boston Globe écrit que la chanson est « un summer jam irrésistible que je n'ai pas été capable d'arrêter de fredonner pendant une semaine entière. ». Jim Farber du Daily News est du même avis que Reed en écrivant que Party serait sûrement « un hymne de haut en bas pour les mois à venir. ». De même, Joanne Dorken de MTV UK écrit que Party est un « tube monstre » et la décrit comme un « remplisseur de dance-floor qui rappelle la musique [de Beyoncé] faite avec [les] Destiny's Child dans les années 1990 [...] mais bien sûr avec cette pointe de Sasha Fierce ». Elle conclut en disant que c'est l'une des « pistes se démarquant sur l'album ».
Toutefois, Matthew Horton de BBC Online voit Party comme une des « interruptions avec le moins de succès » de 4. De même, Embling de Tiny Mix Tapes donne à la chanson un avis mitigé en écrivant : « [...] moins on en dit au sujet de la phrase « swag goo » plus c'est mieux ; Party, la chanson sur laquelle ces mots malheureux apparaissent — Kanye West prévoit que des jeux de mots malheureux — est par ailleurs merveilleux, mais quelques erreurs encore sont trop graves pour être pardonner. ».

## Clip vidéo
Le 2 août 2011, Rap-Up reporte que Beyoncé a commencé le tournage du clip vidéo de Party au Oakdale Mobile Home Park à South Brunswick Township dans le New Jersey. La vidéo demande des multiples vêtements tape-à-l'œil, une muscle car rouge et des danseurs habillées avec des couleurs. Solange Knowles, la sœur cadette de Beyoncé et l'ancienne membre des Destiny's Child Kelly Rowland sont toutes deux aperçues lors du tournage du clip pour faire des caméos. Rowland évoque un peu son rôle dans la vidéo lors d'une interview avec NeonLimelight : « Je fais simplement un caméo. Nous avons juste eu un très bon moment [...] Pendant le tournage de la vidéo, nous avons remarqué que nous faisions certains choses que nous avons certainement faits comme des enfants. Nous nous sommes sentis un peu maladroit durant une seconde, donc nous nous sommes arrêtées. Mais nous avons juste eu un bon moment. ». Aussi, Rowland confirme dans une interview avec Idolator le 3 août 2011 que Beyoncé a réalisé la vidéo.
Shaun Ross, mannequin américain y fait une apparition.

## Interprétations en direct
Beyoncé interprète la chanson en direct pour la première fois le 14 août 2011 durant son 4 Intimate Nights With Beyoncé au Roseland Ballroom à New York. Elle chante la chanson en portant une robe dorée en face de 3 500 personnes et est soutenue par son groupe totalement féminin et ses choristes, appelée les Mamas.

## Ventes
Sans être sorti en single, Party débute à la 29e place du classement international des singles sud-coréens pendant la semaine se terminant le 2 juillet 2011 en se vendant à 17 460 exemplaires numériques. La semaine suivante, il se vend 17 995 fois qui permet d'atteindre la 19e position. Party débute à la 90e place du classement américain Hot R&B/Hip-Hop Songs du 21 juillet 2011. La semaine suivante, Party avance à la 72e position et une semaine plus tard, il atteint la 57e place.
| Classement (2011)               | Meilleure position |
| ------------------------------- | ------------------ |
| Corée du Sud (International)    | 2                  |
| Billboard Hot R&B/Hip-Hop Songs | 2                  |

## Récompenses
| Année | Cérémonie     | Prix                              | Résultat   |
| ----- | ------------- | --------------------------------- | ---------- |
| 2012  | Grammy Awards | Meilleure collaboration rap/chant | Nomination |

## Crédits et personnel
Les crédits sont tirés du livret de 4.
| - Beyoncé Knowles : Chant, producteur, auteur-compositeur - Alex Asher : trombone - André 3000 : chant, auteur-compositeur - Jeff Bhasker : producteur, auteur-compositeur - Consequence : choriste - Douglas Davis : auteur-compositeur - Andrew Dawson : enregistreur - Edwin Delahoz : assistant ingénieur du son - Serban Ghenea : mixeur - Cole Kamen-Green : trompette - John Hanes : ingénieur mixage | - Gaylord Holomalia : assistant ingénieur du son - Christian Mochizuki : assistant ingénieur du son - Serge Nudel : assistant ingénieur du son - Morgan Price : ténor, saxophone baryton - Drew Sayers : ténor, saxophone baryton - Phil Seaford : assistant ingénieur mixage - Nick Videen : ténor, saxophone alto - Ricky Walters : auteur-compositeur - Kanye West : choriste, producteur, auteur-compositeur - Josiah Woodson : trompette - Jordan "DJ Swivel" Young : enregistreur vocal |

## Historique des sorties
| Pays       | Date         | Format          |
| ---------- | ------------ | --------------- |
| États-Unis | 30 août 2011 | Radios urbaines |